# Luisa de Médici
Luisa de Médici (Florencia, Italia; 25 de enero de 1477 - ibídem, 1488) fue la séptima hija de Lorenzo el Magnífico y Clarisa Orsini.

## Biografía
Fue bautizada el 30 de enero de 1477 con el nombre de Luisa Contessina Romola y la llamaban familiarmente Luigia.
Estuvo prometida a su primo lejano Juan de Médici, conocido como Il Popolano, pero falleció a los 11 años, antes de llegar a celebrarse la boda.
Para su planificado matrimonio fue realizada la gran pintura Palas y el Centauro de Sandro Botticelli, una alegoría de la vida matrimonial.